# محمود حکیمی (شاعر)
محمود حکیمی (زاده ۱۳۴۸ از ولسوالی جاغوری - ولایت غزنی) شاعر و روزنامه‌نگار هزاره اهل افغانستان است. وی هم‌اکنون مسئول روزنامه افغانستان است.

## زندگی‌نامه
محمود حکیمی زاده ۱۳۴۸ در قریه تبرغنک ولسوالی جاغوری ولایت غزنی به دنیا آمد. وی تحصیلات مدرسه‌ای خود را در زادگاه به اتمام رساند و پس از به ایران مهاجرت کرد و در حوزه علمیه اصفهان به تحصیلات خود ادامه داد. وی از سال ۱۳۷۷ به شعر روی آورد و اشعاری در قالب‌های غزل، مثنوی، دو بیتی، نیمایی و سپید سروده است.

## آثار
آثار محمود حکیمی:
- یک پلک باور ۱۳۷۸
- تا مرز آشنایی ۱۳۷۹
- قرائت جهر یک سوره (مجموعه طنز) ۱۳۷۹